# Liebenberg-Denkmal

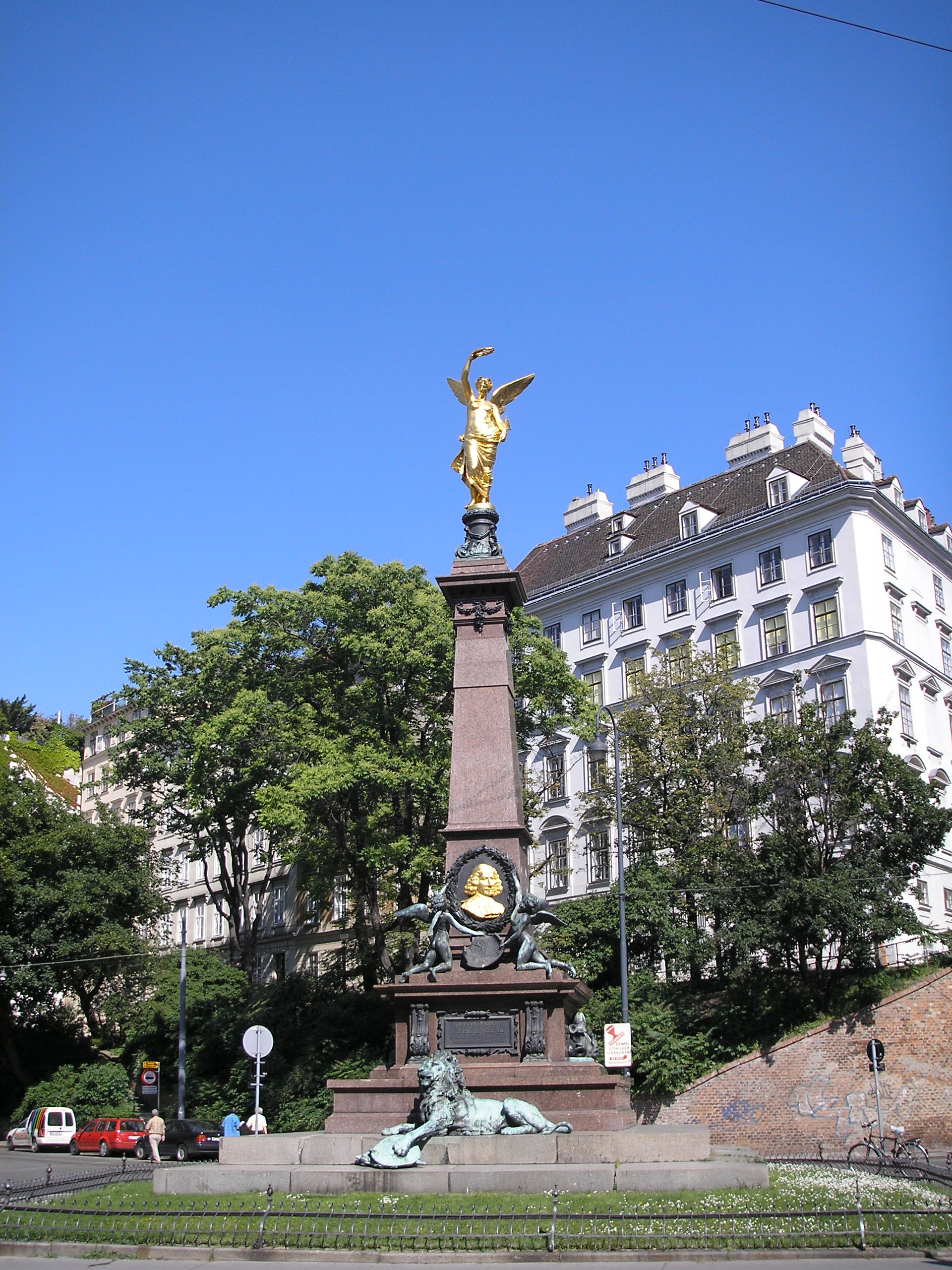
Liebenberg-Denkmal vor der Mölker Bastei

Das Liebenberg-Denkmal befindet sich im 1. Wiener Gemeindebezirk Innere Stadt. Es steht am Universitätsring zwischen den Hausnummern 8 und 10 an der Einmündung von Mölker Bastei und Schreyvogelgasse in den Ring, gegenüber dem Hauptgebäude der Universität Wien.

## Liebenberg
Das Denkmal ist Johann Andreas von Liebenberg gewidmet, der von 1680 bis 1683 Bürgermeister der Stadt Wien war. Bereits 1679 erwarb er sich große Verdienste bei der Bekämpfung einer Pestepidemie in der Stadt. Seine größte Leistung bestand aber 1683 während der Zweiten Wiener Türkenbelagerung, als er in größter Not die Verteidigungsarbeiten überwachte und eine Bürgerwehr organisierte. Seine Aktivitäten trugen entscheidend dazu bei, den Durchhaltewillen der belagerten Bürger zu fördern und zu erhalten. Liebenberg erlebte den Erfolg seiner Anstrengungen nicht mehr, da er zwei Tage vor der entscheidenden Schlacht des Entsatzheeres gegen die Türken starb. Das Denkmal bezieht sich daher auf ihn als Sieger über die Türken.

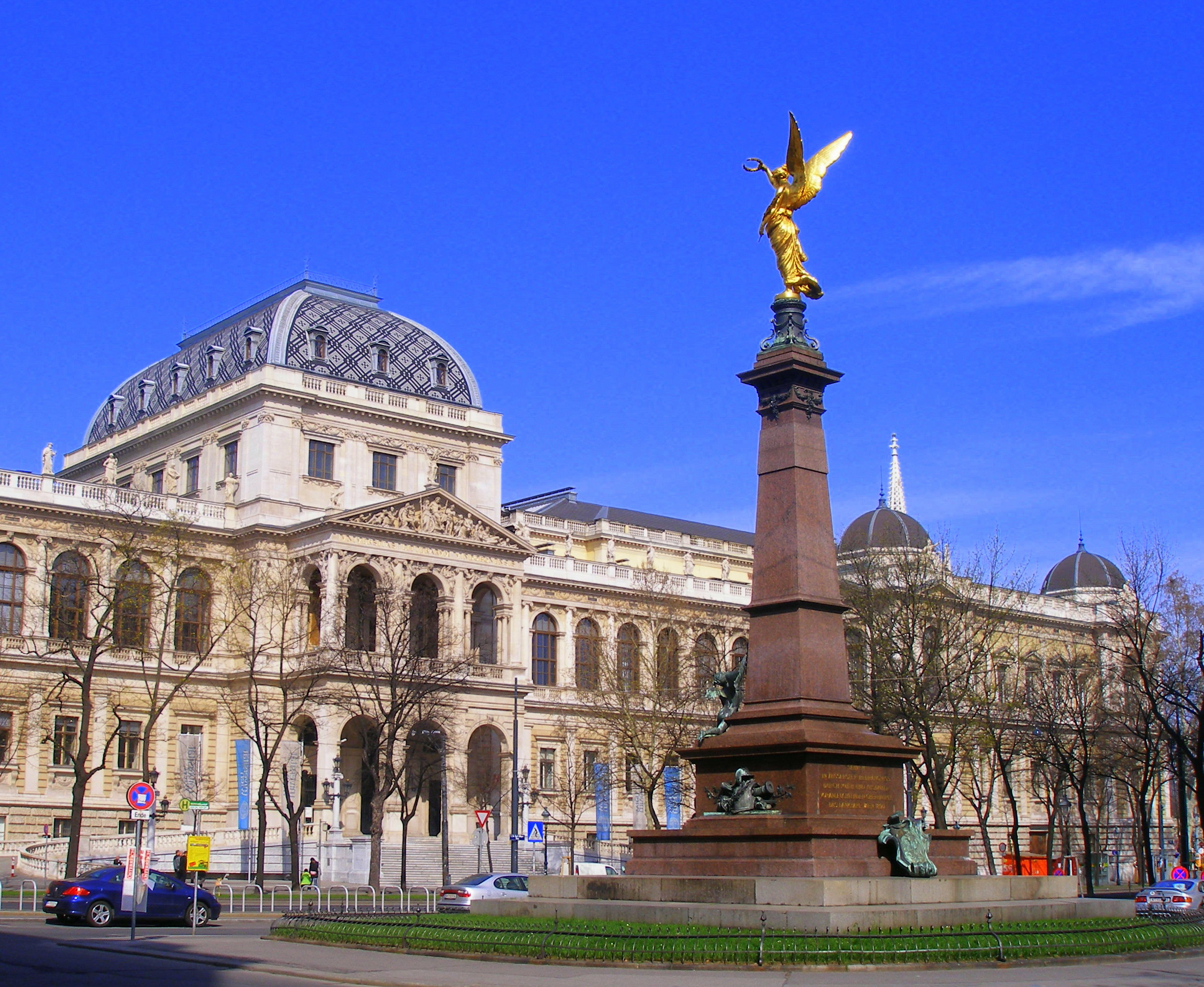
Rückseite des Denkmals, dahinter die Universität Wien

## Geschichte
Das Liebenberg-Denkmal wurde am 17. März 1887 in Auftrag gegeben. Der Entwurf stammt vom Architekten Franz von Neumann, der Figurenschmuck wurde vom Bildhauer Johann Silbernagel geschaffen. Die Enthüllung des Denkmals erfolgte am 12. September 1890. Während des Zweiten Weltkrieges wurde das Denkmal beschossen und beschädigt. Im Dezember 1949 war die Reparatur der Schäden und die Wiederherstellung des Denkmals abgeschlossen.

## Beschreibung
Das späthistoristische Denkmal befindet sich in einer eingefriedeten Wiese. Auf einem gestuften Sockel erhebt sich ein 9 Meter hoher Obelisk aus Stein. Auf den Stufen davor befindet sich ein lebensgroßer liegender Löwe aus Bronze. An der Seite zur Ringstraße halten zwei bronzene Putten ein vergoldetes Porträtmedaillon Liebenbergs. Auf den Stufen an der Rückseite liegt eine bronzene Kartusche mit dem Doppeladler. Bekrönt wird der Obelisk durch die vergoldete Figur der Siegesgöttin Victoria. An der Rückseite des Obelisken befindet sich eine Inschrift-Tafel.

## Galerie

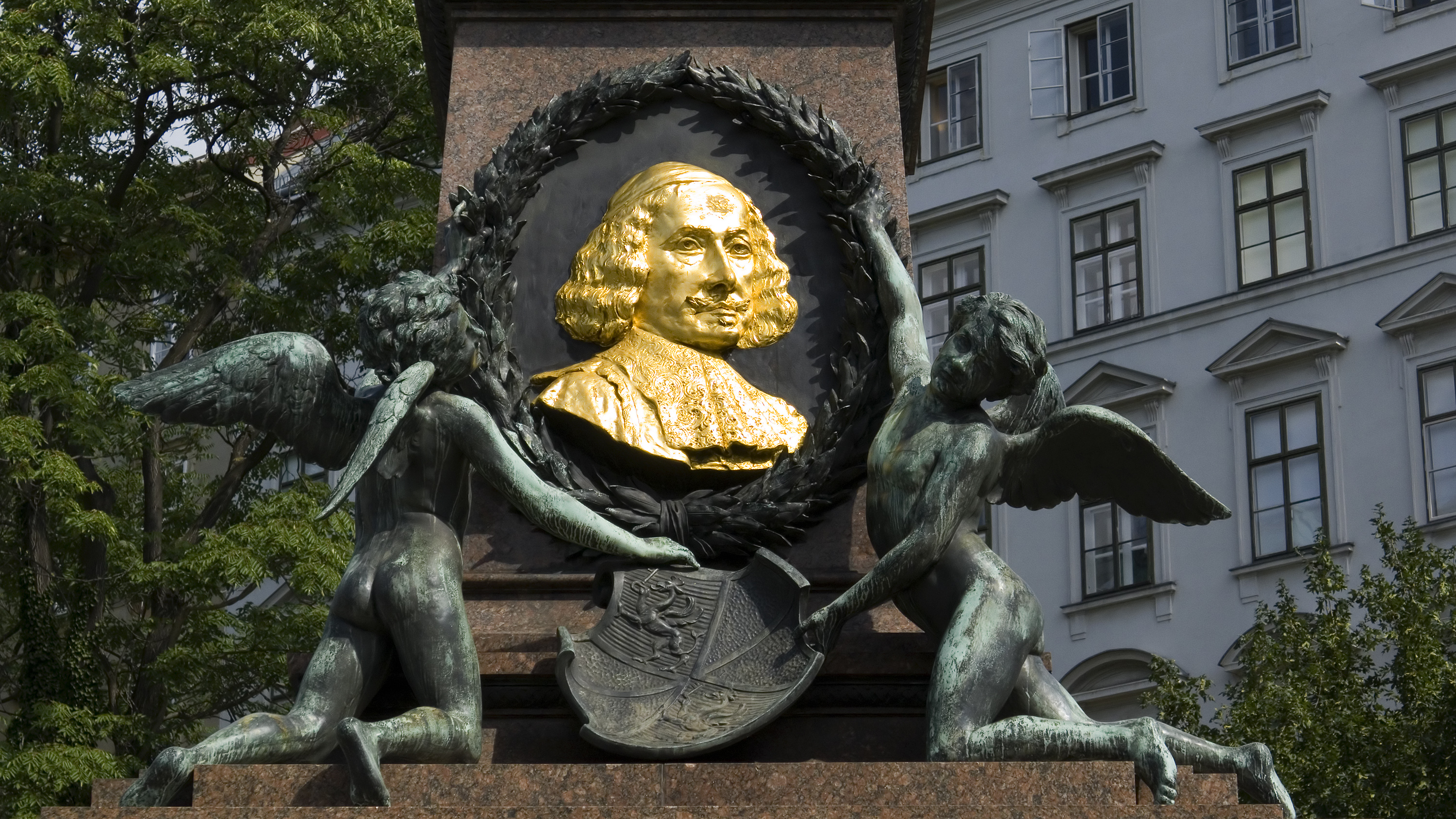
Porträt Liebenbergs
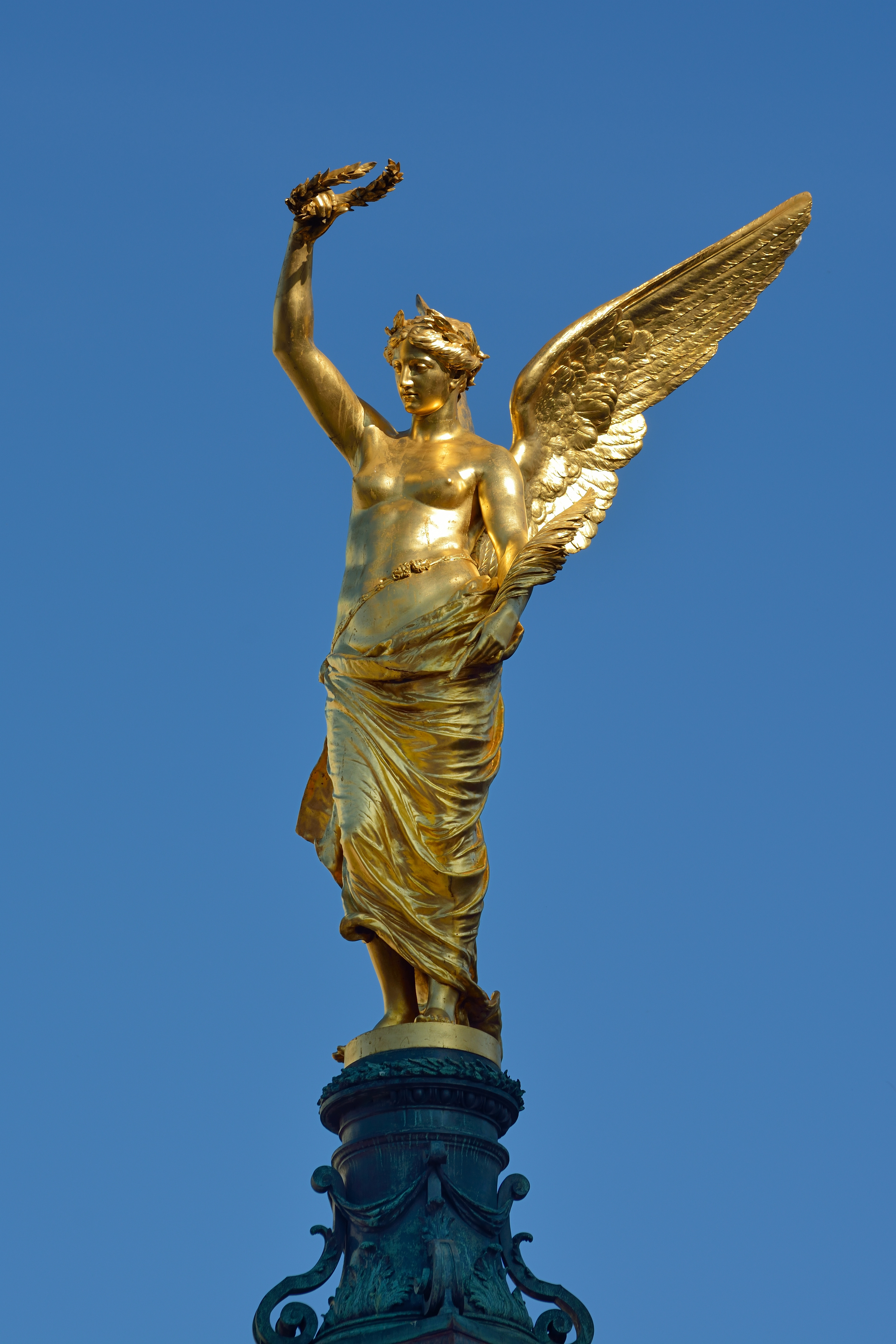
Siegesgöttin Victoria
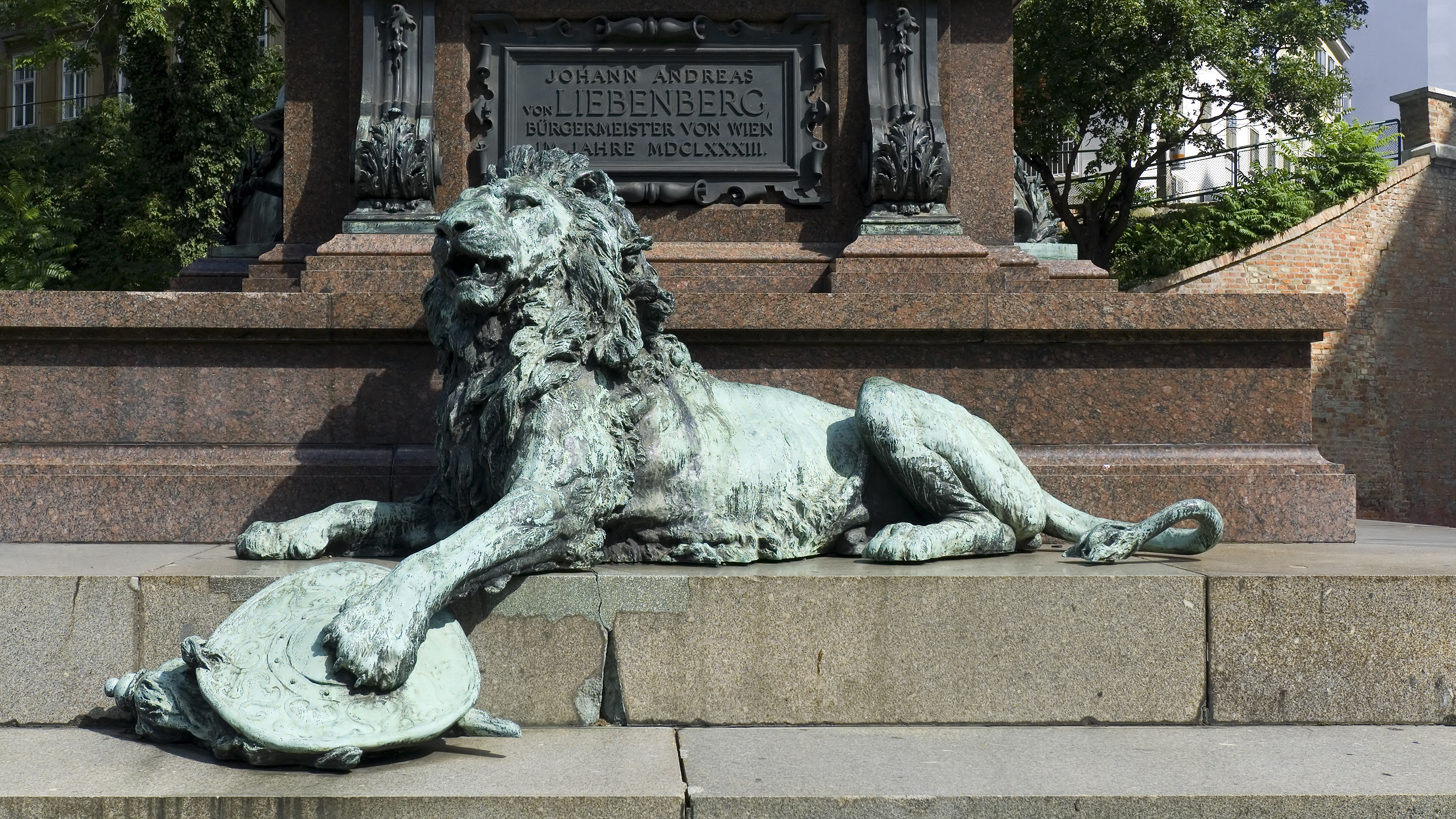
Löwe am Sockel